# Ošlak
Ošlak je priimek več znanih Slovencev:
- Boris Ošlak (*1930), športni pedagog, predstojnik Katedre za šport UM
- Borut Ošlak (*1984), rokometaš
- Nino Ošlak (*1990), glasbenik, pevec
- Ožbi Ošlak (*1977), alpski smučar
- Simon Ošlak Gerasimov, publicist
- Urška Vranjek Ošlak, jezikoslovka slovenistka
- Vinko Ošlak (*1947), pisatelj, pesnik, publicist in prevajalec